# Minecraft: Story Mode — Season Two
Minecraft: Story Mode — Season Two (с англ. — «Майнкрафт: Режим истории — Сезон 2») — эпизодическая компьютерная игра, разработанная Telltale Games совместно с Mojang. Основана на мире Minecraft и продолжает первый сезон. Состоит из 5 эпизодов, которые выпускались периодически. Выход игры состоялся 11 июля 2017 года с наличием первого эпизода.

## Сюжет
История персонажей из первого сезона продолжается. Перед нами вновь предстаёт главный герой — Джесси. Отношения в его команде, однако, изменились. Друзья начали отдаляться друг от друга. Но однажды, когда Джесси и Петра ищут в шахте сокровища, в руку Джесси крепко вцепляется Призмариновая Перчатка.

## Эпизоды
| № | Название                                    | Режиссёр                 | Сценарист                     | Дата выхода      |
| --- | ------------------------------------------- | ------------------------ | ----------------------------- | ---------------- |
| 1 | «Местный герой» «Hero in Residence»         | Джонатан Стаудер         | Эрик Страйрп                  | 11 июля 2017     |
| С момента последних событий, прошло довольно много времени, но старые добрые друзья и большая ответственность за город под названием "Маяк-Таун", буквально разрывают Джесси на части. Невозможно вообразить все его/её волнения, ведь почти все лучшие друзья отдалились от него/неё: Оливия отныне управляет Краснокамьем, Аксель контролирует соревнования в Бум-Тауне, а Айвор и Харпер вместе путешествуют по мирам. Помимо всего прочего, у Джесси появляется новый помощник - заядлый фанат их приключений - Радар. После длительного диалога, Джесси навещает своего давнего друга с соревнований Древних Строителей - Нэлл. Та в свою очередь предлагает Джесси построить сооружение возле своего дома с возможностью свободы воображения игрока (чтобы не построил игрок, Нелл скажет, что это отлично). После, гуляя по городу, Джесси встречает торговца свиньями, он даёт возможность Джесси выбрать свинью для участия в спектакле на день Основания города. Главный герой встречается с Петрой в шахте спустя долгие месяцы, и, оказывается, у Петры есть сюрприз! Вместе они, не без встречающихся на пути препятствий, добираются до заблудившейся ламы по имени Луна, которая, якобы, способна вынюхивать сокровища. Джесси верит в это с трудом, пока благодаря ей они не оказываются в неизвестной пещере. Вдвоём они замечают странную пирамиду, к которой Джесси приманивают какие-то загадочные голоса. В итоге, заколдованная Призмариновая Перчатка крепко вцепляется в его/её руку, и испуганные Джесси и Петра решают отвести ламу в Чемпион-сити, чтобы встретиться с её хозяйкой - владелицей мегаполиса, Стеллы, имеющей неприятный характер. Два друга отправляются в тайный зал трофеев девушки и Петра забирает свой украденный меч. Будучи, вечером они возвращаются в то злосчастное место, и обнаруживают ужасное - на месте ямы образуется огромная дыра, из которой лезут кучи заряженных криперов! Разобравшись с ними, они отправляются в торговую лавку бывшего путешественника - Джека и его приятеля, деревенского жителя Нурма, искусного картографа. Собравшись, они направились в самое мистическое место на карте мира, где погружаются в древнейший Подводный Храм. Здесь же они встречают давнего друга Джека - Воса, который всё это время пробыл в обсидиановой клетке, а также узнают всю правду о сотворении мира. Согласно иероглифам, написанным на стенах: давным-давно мир был плоским - не было ни рек, ни гор. Но великий Админ возделал землю и превратил её в знакомые персонажам рельефы: прокопал речные русла, возделал холмы, посадил леса. И, спустя пару минут, друзьям пришлось познакомиться с Админом лично. К сожалению, его намерения оказались не совсем дружелюбными. Все вместе они сбегают из храма, но громила настигает Джесси, и посещает "Маяк-Таун". |                                             |                          |                               |                  |
| 2 | «Огромные последствия» «Giant Consequences» | Шон Маннинг              | Эрик Страйрп, Тимати Уилльямс | 15 августа 2017  |
| Мощный громила вторгается в Маяк-Таун! После того, как Джесси побеждает огромную живую статую Колосса, разрушившую полгорода, Джесси и остальные понимают, что он - лишь марионетка в руках настоящего Админа. Не проходит и двух минут, как друзьям всё становится ясно, перед ними появляется "Админ", причём в весьма странном и неординарном виде - в виде снеговика. Но на этом странности не заканчиваются. Решая не останавливаться на совершённом, "снеговик" подвергает новый сплотившийся альянс - Джесси, Петру, Лукаса, Джека, Воса и Радара - необычным и крайне опасным испытаниям, главной задачей которых является достигнуть гигантских Часов! Настала бесконечная ночь. Встретив по дороге уже известную Стеллу с Луной, все они отправляются громадный ледяной дворец, который "отделит сильных от слабых". Потеряв в итоге нескольких друзей (Радара, Стеллу и Воса), оставшиеся претенденты решают воспротивиться правилам, и пойти против них. Взъярённый Админ бросает им на вызов всё, что у него только есть - парящие манёвры между магмы, Криперов Края... Но всё оборачивается в пользу главных героев. Казалось бы, ничего не предвещало беды, все вместе собрались к выходу, но... Как же те, кто остались внизу? В завершении игрок отправляет либо Петру, либо Джека доставать часы, освобождая Радара и, по желанию игрока, Стеллу. Джек не может оставить Воса в беде, но ему и не нужна помощь. На самом деле, всё это время Вос не был тем, за кого его принимал Джек. Проходит мгновение, и Вос обретает своё истинное обличие - он и был Админом! И ведь это не худшее. Огорчённый непокорностью Джесси и команды, Админ отправляет всех без исключения в бан, и команда оказывается в Тюремном блоке... |                                             |                          |                               |                  |
| 3 | «Тюремный блок» «Jailhouse Block»           | Крис Рейзер, Адам Дуглас | Эрик Страйрп                  | 19 сентября 2017 |
| После ужасных событий предыдущего эпизода, Джесси оказывается в ужасном тюремном блоке под названием "Солнечный Институт". По сказаниям главного заведующего этого места - Начальника, Солнечный Институт является местом, куда ссылаются люди, которых Админ, якобы, посчитал "трудными". После попытки побега от него благодаря Джеку/Петре, а также встречи с неимоверно мерзкими порождениями Админа, Джесси воссоединяется с Радаром, и ему предстаёт нелёгкий выбор между тем, стать ли покорным "помощником" Начальника, или же возразить второму, что повлечёт за собой скучные часы в Гриботушке - помещении с полем мицелия, на котором растут грибы, используемые для приготовления грибного рагу. После общения со странными тюремщиками, в Тюремном блоке включается сирена, оповещающая об очередном побеге всеизвестной Заключённой Икс (Ксары). Джесси и друзья решают, что лучшим способом попасть к ней являются неприятности. Им удаётся пробраться на уровень ниже в "Шахты зомби", где их во второй раз радужно встречает нахальная Стелла. После этого, появляется сам разочарованный Админ, который сталкивает Джесси и Джека/Петру (зависит от выбора игрока во 2 эпизоде) в поединке, но двое приятелей совершают покушение на Админа. Возмущённый Админ принял облик Джесси и вместе со Стеллой отправился в Маяк-Таун. В конце концов все они наконец застают Ксару (Заключённую Икс), которая даёт им много полезной информации, но освобождение которой сулит ещё одним сложным выбором - кого же оставить на нажимных плитах, дабы ловушка не сработала? Нурма или Луну? Спустя время, шайка возвращается в Нору бесконечный лабиринт, полный кошмаров. Начальник раскрывает, что Ксара тоже была Админом, но после этого Ксара убивает его из лука ядовитой стрелой. Справившись с ползучими "паукриперами", Джесси понимает, что это далеко не всё. Едва забравшись наверх, его/её встречает огромный трёхголовый гаст, всё же потерпевший поражение. И наконец команда достигает крупной и странной на вид алмазной башни, которая находится прямо на бедроке. Ксара убеждает остальных, что ниже этого бедрока есть ещё один уровень, в котором находится нечто, что поможет лишить Админа (Ромео) его сил, и вернуть всё на круги своя. В сцене после титров Админ в лице Джесси находится уже в Маяк-Тауне, и приказывает кому-то в костюме найти и обезвредить "шайку" главного героя. |                                             |                          |                               |                  |
| 4 | «Под коренную породу» «Below the Bedrock»   | Даниэл Розалес           | Николь Мартинез               | 7 ноября 2017    |
| Выбравшись из тюрьмы, компания оказывается в башне. Ксара рассказывает, что изначально админов было трое: Ромео, Ксара и Фред. Спускаясь они попадают в разрушенную комнату, где, по словам Ксары, Ромео убил Фреда. Осматривая Мир под коренной породой, они замечают Гигантского Эндермена и случайно привлекают его внимание. Эндермен нападает на них, но им удаётся убежать. Вскоре, герои попадают в Оазис, город построенный Ксарой, но город оказывается разрушен, что вводит Ксару в ярость и печаль. Ксара показывает Джесси портал, который может отправить их домой, но он сломан, а у Ксары уже нет желания бороться. Джесси убеждает её продолжить борьбу: починить портал и найти оружие, которое поможет победить Ромео. Ксара остаётся чинить портал, а остальные герои отправляются на вагонетках в дом Фреда. На героев нападает Эндермен и ломает рельсы, героям приходится прыгать в разные стороны. Джесси и Джек падают на край обрыва и пытаются удержаться, практически сразу к ним приходят жители Подземья, которые за помощь требуют плату - их мечи. Джек против отдавать меч, а Джесси придётся сделать выбор, отдать мечи или отказаться. В случае отказа, Джек падает в пропасть, а Джесси удаётся подняться самостоятельно. Местные уходят и сразу после этого объявляются остальные герои. Герои добираются до деревни. Деревня оказывается основана Фредом, которому её жители поклоняются и уважают его. По словам Ксары, оружие находится в его доме, но глава деревни Биста не пускает героев, поскольку дом Фреда для них- священное место. Героям предлагают поучаствовать в конкурсе на знание Фреда, победитель которого получит шанс провести ночь в его доме. Выиграв в конкурсе, Джесси исследует дом и находит потайную комнату. Обследовав её, Джесси возвращается в дом, и с Петрой, Радаром, и Нурмом/Луной едет в Ромеобург. По пути на героев нападает воин, посланный Админом. После драки выясняется, что воин- Айвор, который заподозрил что-то неладное. Он отдаёт Джесси амулет и уходит. |                                             |                          |                               |                  |
| 5 | «Выше и дальше» «Above the Beyond»          | Марк Дросте              | Адам Миллер                   | 19 декабря 2017  |
| Джесси находит Стеллу, "Джесси-Админа", Акселя и Оливию. "Джесси-Админ" говорит, чтобы Аксель и Оливия его слушались, аргументируя полным уничтожением Чемпион-Сити/убийством Ксары (в зависимости от выбора в 4 эпизоде). Пока ненастоящий/ненастоящая Джесси смотрел(а) на Чемпион-Сити, Джесси пытается убедить Оливию и Акселя. Они, будто бы зная, что Ромео не является Джесси, почти сразу верят ему/ей, говоря что "Джесси-Админ" совершенно не он(а). Сначала герои попадают в лавку Джека, которая разгромлена, но им удаётся составить план. Когда они отправляются к сцене, где откроется "Джессикон" по дороге они видят Нелл и "Джесси-Админа". Когда Нелл видит настоящего/настоящую Джесси, Нелл удивляется. Она спрашивает насчёт новой статуи, игрок либо оставит статую, либо уберёт её, доставив Нелл неприятности. По дороге все пугаются Джесси, думая, что тот Админ. Когда они видят Стеллу, та понимает, что это настоящий/настоящая Джесси. Они просят форму для своего плана. Узнав, что настоящие работники даже фейерверков не сделали, им приходится делать всё вручную. Достав крылья Элитры, которые они взяли в тайнике Джека, они начинают приводить свой план в действие. Когда все поднялись, они начали направляться в башню. Их не очень любезно встретили "Новых оцелоты", думая, что это "Джесси-Админ". Когда выясняется, что это настоящий/настоящая Джесси, они направляются к Ромео. Ромео щёлкает пальцем и телепортирует всех кроме Джесси. Позже, Ромео улетает, аргументируя тем, что жизнь Джесси скучная. Небо начинает заставляться коренной породой, к этому времени приходят друзья Джесси. Они направляются наверх. Лукас застревает под коренной породой. Они находят портал к "терминалу". Там они вводят код, потом им дают два картофеля. Один обыкновенный, другой отравленный. Если игрок поставит обычный, то начнётся "вечеринка попугаев", а достав ядовитый, то игроку будет дана перчатка, благодаря которой они одолеют Ромео. В конце игрок решает, оставить Ромео в пустоте или взять его с собой, чтобы он начал жить обычной жизнью. И под конец, можно отправиться с Петрой в новое путешествие или остаться в "Маяк-Тауне". |                                             |                          |                               |                  |

## Отзывы
На сайте Adventure Gamers критики отметили, что игра понравится фанатам Minecraft, но у Telltale Games есть игры получше.
По данным агрегатора рецензий Metacritic:
- Первый эпизод имеет рейтинг 68/100 на основе 10 отзывов критиков[7].
- Второй эпизод имеет рейтинг 74/100 на основе 8 отзывов критиков[8].
- Третий эпизод имеет рейтинг 71/100 на основе 8 отзывов критиков[9].
- Четвёртый эпизод имеет рейтинг 73/100 на основе 6 отзывов критиков[10].
- Пятый эпизод имеет рейтинг 73/100 на основе 6 отзывов критиков[11].

## После закрытия Telltale Games
В мае 2019 года Minecraft: Story Mode — Season Two из-за того, что лицензия на игру не была приобретена ни одной компанией, был удалён из крупных игровых магазинов: Steam, Windows 10, Xbox One, Xbox 360, Play Market, App Store. 25 июня 2019 года игра полностью перестала поддерживаться и была отключена от всех игровых сервисов и загрузить дополнительные эпизоды теперь невозможно.